# El llegat (pel·lícula de 1978)
El llegat (originalment en anglès, The Legacy) és una pel·lícula de terror de 1978 dirigida per Richard Marquand, en el seu debut com a director i protagonitzada per Katharine Ross, Sam Elliott, Roger Daltrey, John Standing i Margaret Tyzack. Segueix una parella estatunidenca que és convocada a una mansió britànica mentre visita Anglaterra per una obligació laboral. Allí es troben amb la maledicció de la seva família. S'ha doblat al català.
Coproducció entre el Regne Unit i els Estats Units, El llegat es va estrenar al Regne Unit el setembre de 1978, i un any després als Estats Units.
Els temes presentats a la pel·lícula inclouen el karma i la reencarnació.

## Repartiment
- Katharine Ross com a Maggie Walsh
- Sam Elliott com a Pete Danner
- Roger Daltrey com a Clive Jackson
- John Standing com a Jason Mountolive
- Ian Hogg com a Harry
- Margaret Tyzack com a Nurse Adams
- Charles Gray com a Karl Liebnecht
- Lee Montague com a Jacques Grandier
- Hildegard Neil com a Barbara Kirstenburg
- Marianne Broome com a Maria Gabrieli